# Vladislav Tkachiev
Vladislav Tkachiev (Ткачёв Владислав), född 9 november 1973 i Moskva, är en fransk schackspelare, från Kazakstan. Han blev stormästare 1996. 2006 blev han fransk mästare och 2007 blev han Europamästare.